# Ausejo
Ausejo ist ein Ort und eine Gemeinde (municipio) mit 808 Einwohnern (Stand: 2024) in der Autonomen Gemeinschaft La Rioja im Norden Spaniens. Die Gemeinde gehört zum Weinbaugebiet der Rioja Baja.

## Lage und Klima
Der Ort Ausejo liegt auf der Flanke eines Hügels im Ebro-Tal im Quellgebiet zweier Bäche (barrancos) gut 30 km (Fahrtstrecke) südöstlich der Provinzhauptstadt Logroño in einer Höhe von ca. 495 bis 555 m. Das Klima ist gemäßigt bis warm; Regen (ca. 525 mm/Jahr) fällt übers Jahr verteilt.

## Bevölkerungsentwicklung
| Jahr      | 1857  | 1900  | 1950  | 2000 | 2019 |
| Einwohner | 2.167 | 1.554 | 1.389 | 700  | 780  |

Infolge der Mechanisierung der Landwirtschaft, der Aufgabe bäuerlicher Kleinbetriebe und des daraus resultierenden geringeren Arbeitskräftebedarfs ist die Einwohnerzahl des Orts seit der Mitte des 20. Jahrhunderts deutlich zurückgegangen (Landflucht).

## Wirtschaft
Die Gemeinde war jahrhundertelang zum Zweck der Selbstversorgung landwirtschaftlich orientiert, wobei die Viehwirtschaft (Milch, Käse, Fleisch) im Vordergrund stand; aus der Schafwolle wurden Weberzeugnisse hergestellt, die auch getauscht oder auf den Märkten von Logroño verkauft werden konnten. Aber auch Obst, Gemüse und Getreide wurden angebaut. Im 17. und 18. Jahrhundert waren zahlreiche Webereien hier ansässig.

## Geschichte
Der Ort lag an einem bereits in der Antike vielgenutzten Handelsweg. Abgesehen von Kleinfunden fehlen jedoch keltiberische, römische, westgotische und selbst islamisch-maurische Siedlungsspuren auf dem Gemeindegebiet. Aus dem Jahr 838 ist lediglich eine islamische Militärexpedition in die Gegend bekannt. Von einer militärischen Rückeroberung (reconquista) des Gebiets durch die Christen kann folglich keine Rede sein. Erstmals überliefert ist der Ortsname Ousegio in einem Dokument des Jahres 1135. Im Mittelalter war die Region zeitweise zwischen den Königreichen Kastilien und Navarra umstritten. Der Ort gehörte zur Grundherrschaft der Señores de Cameros, deren Geschlecht aber im Jahr 1332 ausstarb. Nach der Abschaffung der Grundherrschaften in den Jahren 1811 und 1820 gehörte das Gebiet zur Provinz Soria und kam erst im Jahr 1833 zur neugeschaffenen Provinz Logroño, aus der im Jahr 1982 die Region La Rioja hervorging.

## Sehenswürdigkeiten

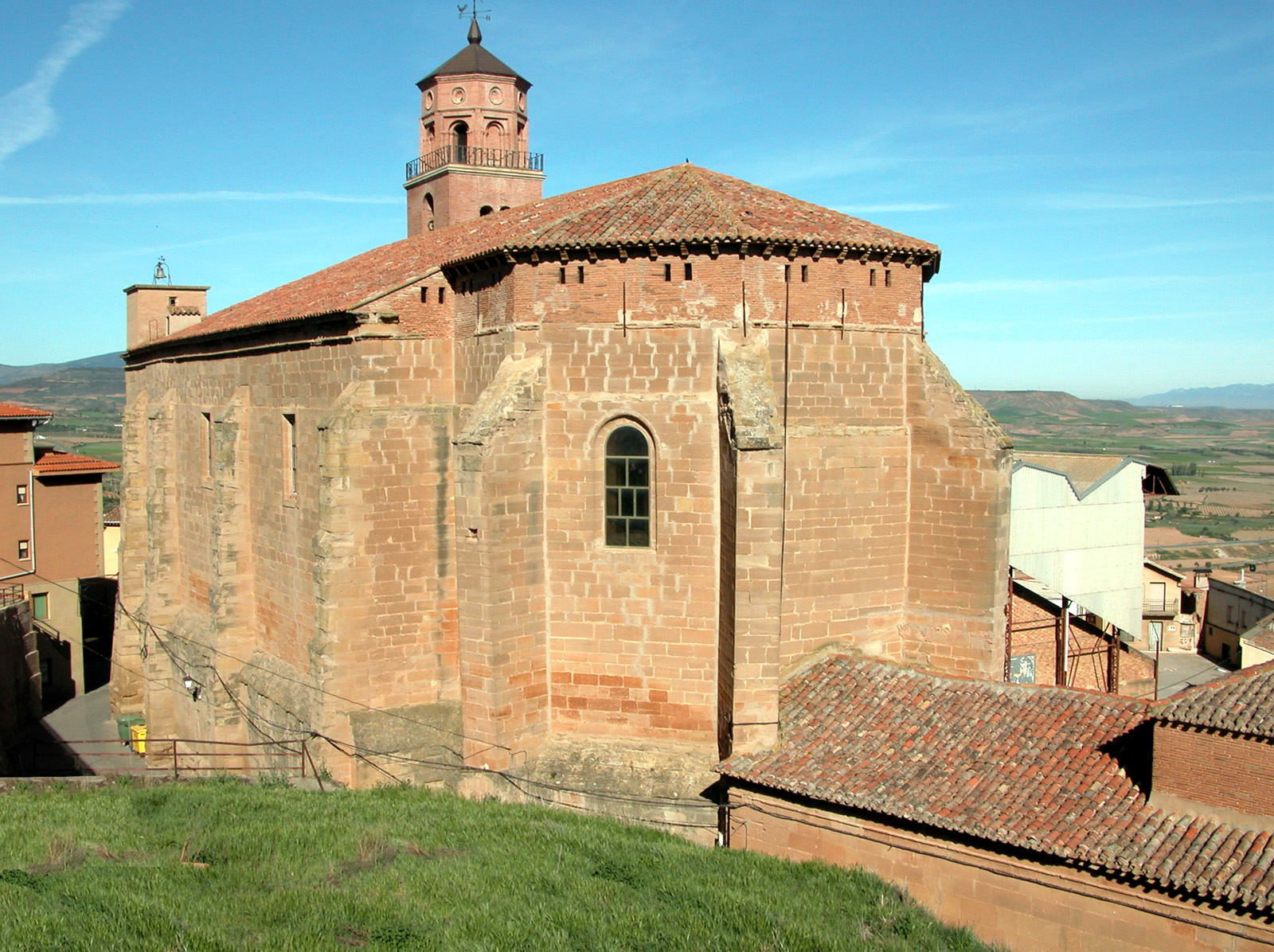
Ausejo – Iglesia de Santa María

- Von der einst auf der Hügelspitze befindlichen Burg (castillo) sind nur noch spärliche Reste erhalten.
- Die seitlich und an der Apsis von Strebepfeilern gestützte Iglesia de Santa María stammt aus der Mitte des 16. Jahrhunderts; der aus exakt behauenen Werksteinen gemauerte Kirchenbau wurde jedoch etwa 100 Jahre später mit Ziegelsteinen erhöht. Der von einer großen Laterne bekrönte Glockenturm (campanario) wurde im 18. Jahrhundert hinzugefügt; er wurde beim Erdbeben des Jahres 1817 beschädigt, doch bald erneuert. Die zwischen zwei kleine Türme gespannte Fassade zeigt einen Portikus mit Triumphbogenschema. Das einschiffige Innere ist von Rippengewölben überspannt. Sehenswert ist der barocke Altarretabel (retablo).
- Die nahezu quadratische Ermita del Crucifijo befindet sich am Ortsrand. Das ehemals seitlich offene Gebäude trug einst ein Kruzifix.

Umgebung
- Die Ermita Virgen de la Antigua liegt in freiem Gelände knapp 3 km nördlich des Ortes.[4]